# Centuria insectorum
Pour les articles homonymes, voir Centuria (homonymie).
Centuria insectorum (en français Cent insectes) est une œuvre de taxinomie du naturaliste suédois Carl von Linné (1707-1778) soutenue comme thèse par son élève Boas Johansson en 1763. L'attribution de la paternité réelle de l'œuvre à l'un ou l'autre des deux hommes a fait l'objet de discussions. L'ouvrage comporte la description de 102 nouvelles espèces d'insectes et de crustacés dont les spécimens ont été envoyés à Linné depuis l'Amérique du Nord, le Suriname et Java, entre autres. La plupart des noms d'espèces donnés par Linné sont encore en usage aujourd'hui, quelques-uns ont été rapprochés de synonymes et l'un est le résultat d'un canular, un spécimen commun de Citron aux ailes peintes, décrit comme la nouvelle espèce Papilio ecclipsis.

## Publications
L'ouvrage a été publié deux fois, sous deux titres légèrement différents. Centuria Insectorum Rariorum (Cent insectes rares) a été publié seul, tandis que Centuria Insectorum a fait partie de la série des Amoenitates Academicæ (Délices académiques) de Linné. Les deux portent la date du 23 juin 1763, bien que le second n'ait été imprimé qu'en septembre 1763.

## Auteur
Centuria Insectorum Rariorum est une thèse présentée et défendue par un élève de Linné, Boas Johansson (1742–1809), natif de Kalmar, et on a affirmé que l'autorité des taxons nommés devait être attribuée à Johansson. Cette question a donné lieu à des discussions.

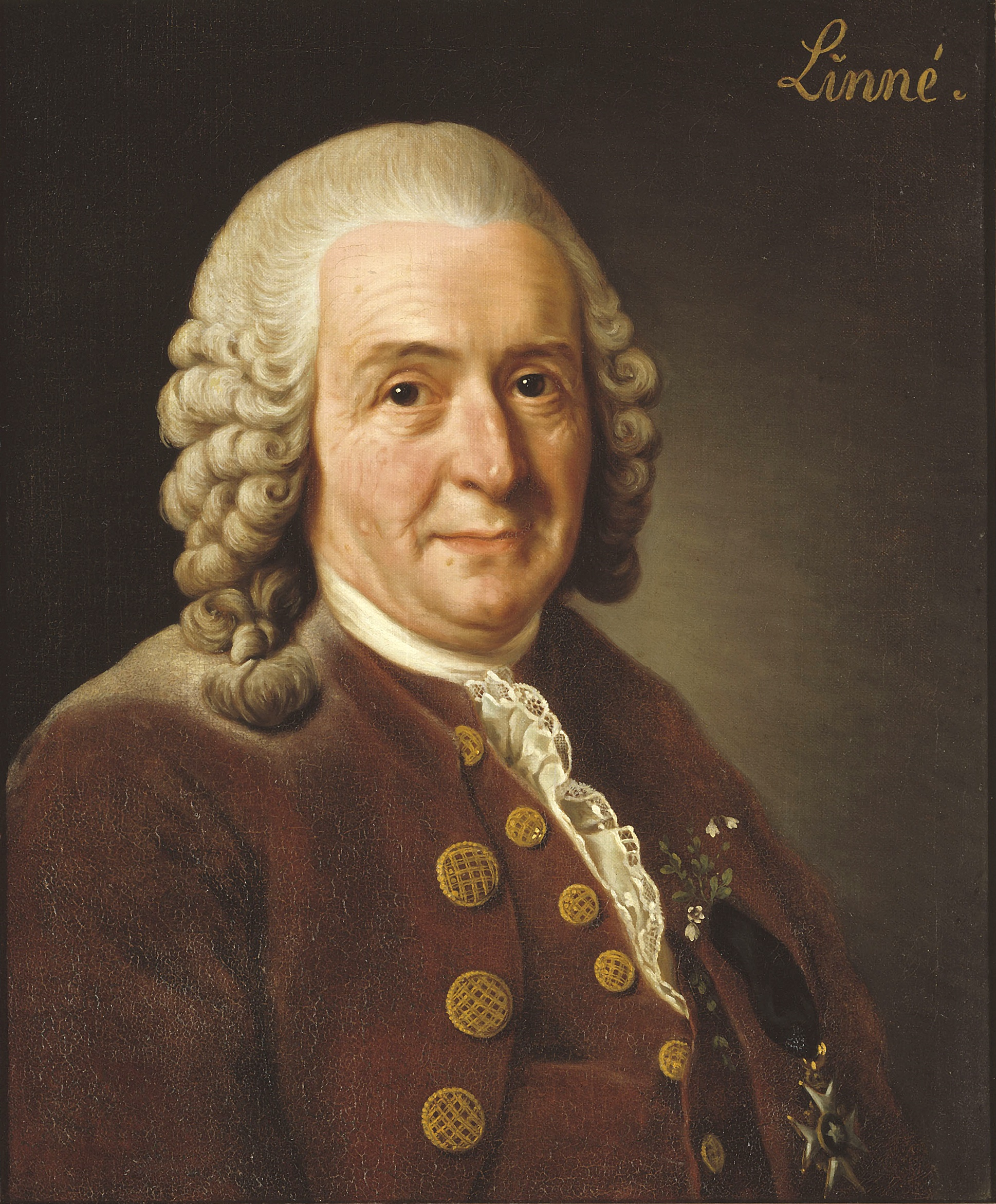
Portrait de Carl von Linné, l'auteur probable du Centuria Insectorum.

Plusieurs types d'arguments ont été utilisés pour suggérer que Linné lui-même devait être considéré comme l'auteur de ces taxons. Le rôle de la personne défendant une thèse dans les universités suédoises à cette époque était de prouver sa maîtrise du latin et la responsabilité du texte relevait principalement, sinon entièrement, de son professeur. Linné semblait se considérer lui-même comme l'auteur, citant dans ses œuvres suivantes les Amoenitates Academicæ  sans inclure une abréviation d'auteur comme il le faisait pour les œuvres d'autres personnes. Les œuvres présentées par les étudiants des autres taxonomistes de la période (comme Carl Peter Thunberg, Adam Afzelius et Elias Magnus Fries) sont généralement attribuées à leurs professeurs et non aux étudiants eux-mêmes. Finalement, la plupart des zoologistes et « les autorités scandinaves sur Linné » considèrent celui-ci comme l'auteur ; dans l'intérêt de la stabilité de la nomenclature, il est préférable de continuer à la faire. La question a été soulevée dans une pétition auprès de la Commission internationale de nomenclature zoologique et, bien qu'une grande majorité ait voté en faveur de le reconnaissance de Linné comme l'auteur, le seul vote opposé a obligé la commission à reporter sa décision.

## Contenu
Le traité commence par des considérations sur les améliorations apportées par la taxonomie linnéenne à l'étude des insectes, avant de décrire les nouvelles espèces.

### Le canular du Citron

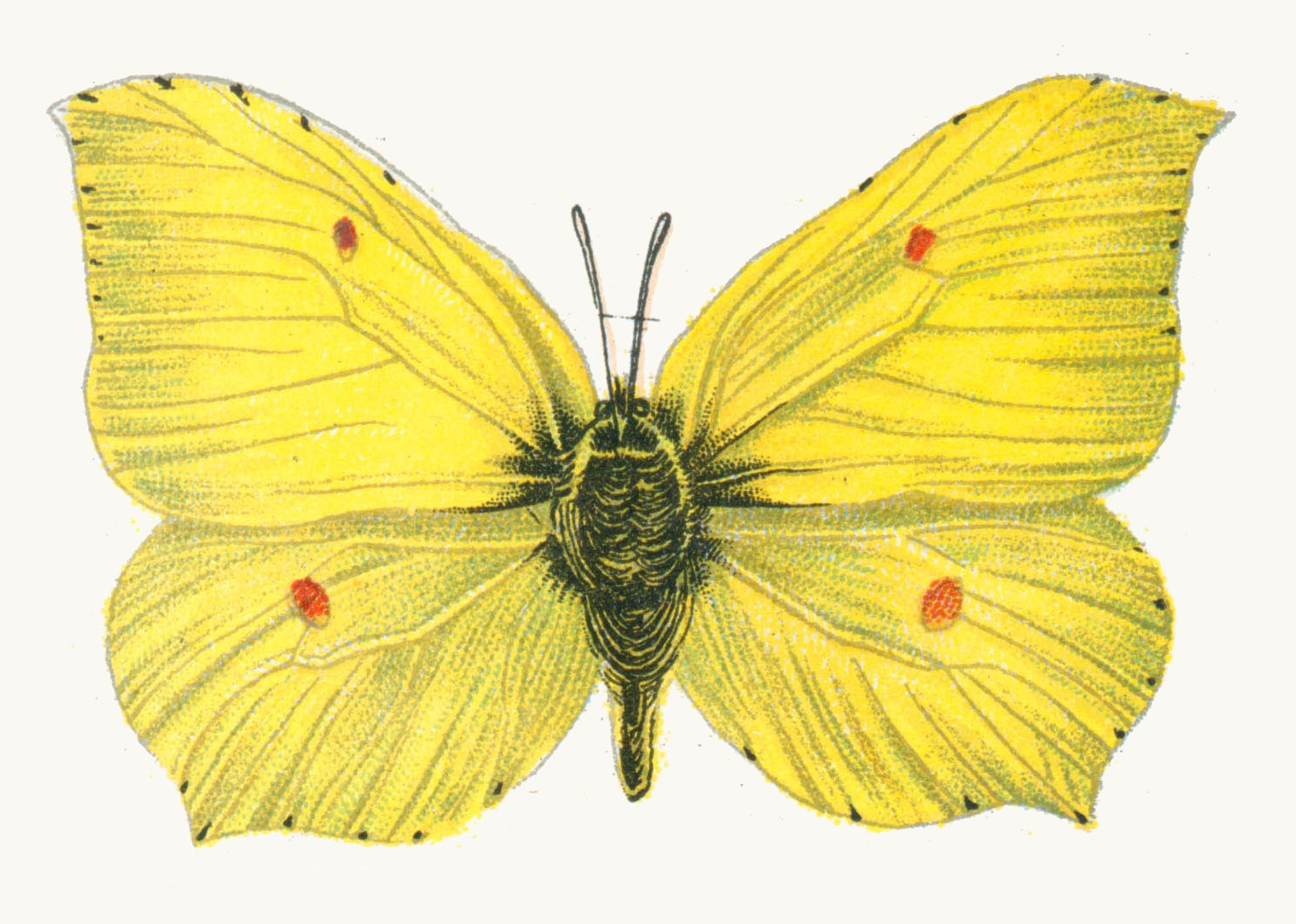
Un citron (Gonepteryx rhamni) : un spécimen aux ailes peintes a été nommé Papilio ecclipsis dans le Centuria insectorum.

Une des espèces décrites dans le Centuria Insectorum est Papilio ecclipsis. Celle-ci était basée sur un spécimen envoyé en 1702 par William Charlton à James Petiver, qui écrit : « Il ressemble exactement au Citron anglais (R. Rhamni), si ce n'est ces taches noires et les croissants bleus apparents sur ses ailes inférieures. C'est le seul que j'ai vu. » Linné a examiné le papillon et l'a nommé Papilio ecclipsis dans le Centuria Insectorum Rariorum, puis l'a inclus dans le Systema Naturae à partir de la douzième édition (1767).
Le canular n'a été découvert qu'en 1793 par Johan Christian Fabricius, qui s'est rendu compte que les taches noires avaient été peintes et que le spécimen était un banal citron (aujourd'hui nommé Gonepteryx rhamni). Bien que le conservateur du British Museum « ait piétiné avec indignation le spécimen » en l'apprenant, William Jones (en) en a fait deux répliques pour le remplacer.

### Espèces
Les 102 espèces décrites dans le Centuria Insectorum sont réparties en sept sections, correspondant à-peu-près aux ordres actuels de la taxonomie des insectes. Cependant les thrips (Thysanoptera), les mantes (Mantodea) et les orthoptères sont classés parmi les  hémiptères, les libellules (Odonata) parmi les névroptères, et la section titrée « Aptera » contient des crustacés plutôt que des insectes au sens moderne.
La plupart des noms introduits dans le Centuria Insectorum sont encore en usage, bien que dans des genres différents ; dans quelques cas l'animal auquel ils se rapportent n'est pas clair.